# Wspólnota administracyjna Klingenthal
Wspólnota administracyjna Klingenthal (niem. Verwaltungsgemeinschaft Klingenthal) − dawna wspólnota administracyjna w Niemczech, w kraju związkowym Saksonia, w powiecie Vogtland. Siedziba wspólnoty znajdowała się w mieście Klingenthal. Do 29 lutego 2012 należała do okręgu administracyjnego Chemnitz.
Wspólnota administracyjna zrzeszała jedną gminę miejską oraz jedną gminę wiejską: 
- Klingenthal
- Zwota

1 stycznia 2013 wspólnota została rozwiązana, przez włączenie gminy Zwota do miasta Klingenthal.